# Assaí (gemeente)
Assaí is een gemeente in de Braziliaanse deelstaat Paraná. De gemeente telt 16.112 inwoners (schatting 2009).

## Aangrenzende gemeenten
De gemeente grenst aan Ibiporã, Jataizinho, Londrina, Nova América da Colina, Santa Cecília do Pavão, São Jerônimo da Serra, São Sebastião da Amoreira en Uraí.